# PlusLiga Kobiet (2011/2012)
PlusLiga Kobiet 2011/2012 – organizowane przez Profesjonalną Ligę Piłki Siatkowej SA (PLPS SA) zmagania najwyższej w hierarchii klasy żeńskich ligowych rozgrywek siatkarskich w Polsce, będących jednocześnie najwyższym szczeblem centralnym (I poziom ligowy). Toczone systemem kołowym z fazą play-off i play-out na zakończenie sezonu i przeznaczone dla 10 najlepszych polskich klubów piłki siatkowej. 76. edycja rozgrywek o tytuł Mistrzyń Polski, po raz 7. prowadzona w formie ligi zawodowej.

## System rozgrywek
W fazie zasadniczej 10 zespołów rozegrało mecze system każdy z każdym, mecz i rewanż. Do fazy play-off przeszło 8 najlepszych drużyn, które rywalizowały systemem drabinkowym (ćwierćfinały, półfinały, mecz o 3. miejsce i finał do trzech zwycięstw, a mecze o miejsca 5-8 do dwóch zwycięstw).

## Drużyny uczestniczące
| \| \| Uczestnicy poprzedniej edycji \| \| \| \| --------------------------------------------------------------------------------------------------------------------------------------------------------------------------------- \| ---------------------------------- \| - \| --- \| \| MUS \| Bank BPS Muszynianka Fakro Muszyna \| 1 \| LM \| \| SOP \| Atom Trefl Sopot \| 2 \| LM \| \| BIE \| BKS Aluprof Bielsko-Biała \| 3 \| CEV \| \| DĄB \| Tauron MKS Dąbrowa Górnicza \| 4 \| \| \| WRO \| Impel Gwardia Wrocław \| 5 \| PCh \| \| ŁÓD \| Organika Budowlani Łódź \| 6 \| \| \| BYD \| KS Pałac Bydgoszcz \| 7 \| \| \| MIE \| Stal Mielec \| 8 \| \| \| BIA \| AZS Białystok \| 9 \| \| \| \| Awans z I ligi \| \| \| \| PIŁ \| PTPS Piła \| 1 \| \| \| Oznaczenia: - kolumna pierwsza – skróty nazw drużyn wpisane na mapie (jeśli ta została zamieszczona), - kolumna trzecia – miejsce zajęte przez daną drużynę w poprzednim sezonie. \| \| \| \| | BIEWROŁÓDMIEBYDSOPDĄBBIAMUSPIŁ Lokalizacja klubów |   |     |
| | Uczestnicy poprzedniej edycji                     |   |     |
| MUS | Bank BPS Muszynianka Fakro Muszyna                | 1 | LM  |
| SOP | Atom Trefl Sopot                                  | 2 | LM  |
| BIE | BKS Aluprof Bielsko-Biała                         | 3 | CEV |
| DĄB | Tauron MKS Dąbrowa Górnicza                       | 4 |     |
| WRO | Impel Gwardia Wrocław                             | 5 | PCh |
| ŁÓD | Organika Budowlani Łódź                           | 6 |     |
| BYD | KS Pałac Bydgoszcz                                | 7 |     |
| MIE | Stal Mielec                                       | 8 |     |
| BIA | AZS Białystok                                     | 9 |     |
| | Awans z I ligi                                    |   |     |
| PIŁ | PTPS Piła                                         | 1 |     |
| Oznaczenia: - kolumna pierwsza – skróty nazw drużyn wpisane na mapie (jeśli ta została zamieszczona), - kolumna trzecia – miejsce zajęte przez daną drużynę w poprzednim sezonie. |                                                   |   |     |

## Rozgrywki

### Faza zasadnicza

#### Tabela wyników
| Gospodarz \ Gość1           | MUS | SOP | DĄB | BIE | BYD | PIŁ | ŁÓD | WRO | BIA | MIE |
| --------------------------- | --- | --- | --- | --- | --- | --- | --- | --- | --- | --- |
| Muszynianka Fakro Muszyna   | -   | 3:0 | 2:3 | 3:0 | 3:0 | 3:0 | 3:0 | 3:0 | 3:0 | 3:0 |
| Atom Trefl Sopot            | 1:3 | -   | 3:0 | 3:1 | 3:2 | 3:0 | 3:1 | 3:0 | 3:2 | 3:1 |
| Tauron MKS Dąbrowa Górnicza | 3:0 | 1:3 | -   | 3:0 | 3:2 | 3:0 | 3:1 | 3:1 | 3:0 | 1:3 |
| BKS Aluprof Bielsko-Biała   | 1:3 | 3:0 | 3:1 | -   | 3:1 | 3:2 | 3:1 | 3:2 | 3:1 | 3:1 |
| KS Pałac Bydgoszcz          | 2:3 | 0:3 | 1:3 | 1:3 | -   | 3:0 | 3:2 | 3:0 | 3:0 | 0:3 |
| PTPS Piła                   | 3:1 | 0:3 | 3:0 | 2:3 | 3:2 | -   | 2:3 | 3:2 | 2:3 | 3:0 |
| Organika Budowlani Łódź     | 1:3 | 1:3 | 1:3 | 3:0 | 2:3 | 3:0 | -   | 3:0 | 3:1 | 3:0 |
| Impel Gwardia Wrocław       | 0:3 | 1:3 | 3:1 | 2:3 | 1:3 | 3:1 | 3:0 | -   | 3:0 | 3:2 |
| AZS Białystok               | 0:3 | 0:3 | 0:3 | 3:2 | 0:3 | 0:3 | 3:0 | 3:2 | -   | 3:0 |
| Stal Mielec                 | 0:3 | 1:3 | 1:3 | 1:3 | 0:3 | 2:3 | 2:3 | 0:3 | 3:2 | -   |

Źródło: http://wyniki.siatka.org/ligi-polskie/2011-2012/plusliga-kobiet/runda-zasadnicza/all
1 Drużyna gospodarzy jest wymieniona po lewej stronie tabeli.
Kolory:
  zwycięstwo gospodarzy 3:0 lub 3:1
  zwycięstwo gospodarzy 3:2
  zwycięstwo gości 3:0 lub 3:1
  zwycięstwo gości 3:2

#### Terminarz i wyniki
|  |  | 1. kolejka |  |
|  |  | ---------- |  |

| 11.10.2011 | Impel Gwardia Wrocław | 3:0 (25:20, 25:11, 25:15) | Budowlani Łódź |

| 12.10.2011 | PTPS Piła | 3:1 (25:19, 18:25, 25:23, 25:20) | Bank BPS Muszynianka Fakro Muszyna |

| 12.10.2011 | AZS Białystok | 0:3 (15:25, 24:26, 25:27) | Atom Trefl Sopot |

| 12.10.2011 | BKS Aluprof Bielsko-Biała | 3:1 (25:18, 25:27, 28:26, 25:21) | Stal Mielec |

| 12.10.2011 | Tauron MKS Dąbrowa Górnicza | 3:2 (25:23, 21:25, 25:20, 13:25, 15:9) | Pałac Bydgoszcz |

|  |  | 2. kolejka |  |
|  |  | ---------- |  |

| 15.10.2011 | AZS Białystok | 3:2 (25:20, 21:25, 20:25, 25:15, 20:18) | BKS Aluprof Bielsko-Biała |

| 15.10.2011 | PTPS Piła | 2:3 (25:14, 25:11, 23:25, 15:25, 6:15) | Budowlani Łódź |

| 16.10.2011 | Stal Mielec | 1:3 (13:25, 24:26, 25:22, 23:25) | Tauron MKS Dąbrowa Górnicza |

| 16.10.2011 | Bank BPS Muszynianka Fakro Muszyna | 3:0 (25:21, 25:23, 25:21) | Atom Trefl Sopot |

| 17.10.2011 | Pałac Bydgoszcz | 3:0 (25:15, 25:18, 25:15) | Impel Gwardia Wrocław |

|  |  | 3. kolejka |  |
|  |  | ---------- |  |

| 19.10.2011 | Tauron MKS Dąbrowa Górnicza | 3:0 (25:17, 26:24, 25:23) | AZS Białystok |

| 19.10.2011 | Impel Gwardia Wrocław | 3:2 (25:15, 21:25, 27:29, 25:23, 18:16) | Stal Mielec |

| 19.10.2011 | Atom Trefl Sopot | 3:0 (25:12, 25:19, 25:21) | PTPS Piła |

| 19.10.2011 | Budowlani Łódź | 2:3 (21:25, 19:25, 25:23, 25:14, 14:16) | Pałac Bydgoszcz |

| 19.10.2011 | BKS Aluprof Bielsko-Biała | 1:3 (15:25, 25:20, 16:25, 19:25) | Bank BPS Muszynianka Fakro Muszyna |

|  |  | 4. kolejka |  |
|  |  | ---------- |  |

| 22.10.2011 | Bank BPS Muszynianka Fakro Muszyna | 2:3 (25:23, 15:25, 25:15, 23:25, 13:15) | Tauron MKS Dąbrowa Górnicza |

| 22.10.2011 | AZS Białystok | 3:2 (23:25, 22:25, 25:17, 25:23, 19:17) | Impel Gwardia Wrocław |

| 22.10.2011 | PTPS Piła | 3:2 (13:25, 25:14, 25:19, 22:25, 15:13) | Pałac Bydgoszcz |

| 23.10.2011 | Atom Trefl Sopot | 3:1 (16:25, 25:20, 25:19, 25:16) | BKS Aluprof Bielsko-Biała |

| 24.10.2011 | Stal Mielec | 2:3 (25:23, 25:18, 25:27, 18:25, 11:15) | Budowlani Łódź |

|  |  | 5. kolejka |  |
|  |  | ---------- |  |

| 25.10.2011 | Bank BPS Muszynianka Fakro Muszyna | 3:0 (25:17, 25:14, 25:21) | Impel Gwardia Wrocław |

| 26.10.2011 | BKS Aluprof Bielsko-Biała | 3:2 (26:24, 24:26, 12:25, 25:16, 15:12) | PTPS Piła |

| 26.10.2011 | Tauron MKS Dąbrowa Górnicza | 1:3 (25:23, 18:25, 22:25, 19:25) | Atom Trefl Sopot |

| 27.10.2011 | Pałac Bydgoszcz | 0:3 (22:25, 15:25, 21:25) | Stal Mielec |

| 27.10.2011 | Budowlani Łódź | 3:1 (25:17, 25:21, 23:25, 25:15) | AZS Białystok |

|  |  | 6. kolejka |  |
|  |  | ---------- |  |

| 18.11.2011 | AZS Białystok | 0:3 (21:25, 13:25, 20:25) | Pałac Bydgoszcz |

| 19.11.2011 | Bank BPS Muszynianka Fakro Muszyna | 3:0 (25:21, 25:13, 25:20) | Budowlani Łódź |

| 20.11.2011 | BKS Aluprof Bielsko-Biała | 3:1 (25:23, 16:25, 25:22, 25:18) | Tauron MKS Dąbrowa Górnicza |

| 21.11.2011 | PTPS Piła | 3:0 (25:17, 25:22, 25:11) | Stal Mielec |

| 5.12.2011 | Atom Trefl Sopot | 3:0 (25:19, 25:13, 25:20) | Impel Gwardia Wrocław |

|  |  | 7. kolejka |  |
|  |  | ---------- |  |

| 23.11.2011 | Tauron MKS Dąbrowa Górnicza | 3:0 (25:16, 25:13, 25:10) | PTPS Piła |

| 23.11.2011 | Budowlani Łódź | 1:3 (18:25, 19:25, 27:25, 17:25) | Atom Trefl Sopot |

| 23.11.2011 | Pałac Bydgoszcz | 2:3 (20:25, 25:16, 25:18, 15:25, 11:15) | Bank BPS Muszynianka Fakro Muszyna |

| 23.11.2011 | Impel Gwardia Wrocław | 2:3 (15:25, 19:25, 25:17, 25:23, 13:15) | BKS Aluprof Bielsko-Biała |

| 30.11.2011 | Stal Mielec | 3:2 (24:26, 25:23, 25:22, 11:25, 15:8) | AZS Białystok |

|  |  | 8. kolejka |  |
|  |  | ---------- |  |

| 25.11.2011 | PTPS Piła | 2:3 (25:13, 14:25, 25:14, 22:25, 11:15) | AZS Białystok |

| 26.11.2011 | Pałac Bydgoszcz | 0:3 (16:25, 23:25, 18:25) | Atom Trefl Sopot |

| 26.11.2011 | Tauron MKS Dąbrowa Górnicza | 3:1 (21:25, 25:14, 25:10, 25:17) | Impel Gwardia Wrocław |

| 26.11.2011 | Bank BPS Muszynianka Fakro Muszyna | 3:0 (25:15, 25:13, 25:20) | Stal Mielec |

| 27.11.2011 | BKS Aluprof Bielsko-Biała | 3:1 (25:18, 28:30, 26:24, 25:17) | Budowlani Łódź |

|  |  | 9. kolejka |  |
|  |  | ---------- |  |

| 2.12.2011 | Impel Gwardia Wrocław | 3:1 (19:25, 25:23, 25:9, 26:24) | PTPS Piła |

| 3.12.2011 | Atom Trefl Sopot | 3:1 (15:25, 25:14, 25:15, 25:15) | Stal Mielec |

| 4.12.2011 | AZS Białystok | 0:3 (22:25, 15:25, 19:25) | Bank BPS Muszynianka Fakro Muszyna |

| 5.12.2011 | Budowlani Łódź | 1:3 (25:20, 18:25, 11:25, 22:25) | Tauron MKS Dąbrowa Górnicza |

| 14.12.2011 | BKS Aluprof Bielsko-Biała | 3:1 (25:23, 20:25, 25:21, 25:20) | Pałac Bydgoszcz |

|  |  | 10. kolejka |  |
|  |  | ----------- |  |

| 10.12.2011 | Pałac Bydgoszcz | 1:3 (14:25, 21:25, 25:23, 18:25) | Tauron MKS Dąbrowa Górnicza |

| 10.12.2011 | Stal Mielec | 1:3 (16:25, 25:22, 18:25, 21:25) | BKS Aluprof Bielsko-Biała |

| 10.12.2011 | Atom Trefl Sopot | 3:2 (21:25, 22:25, 25:5, 25:22, 15:13) | AZS Białystok |

| 11.12.2011 | Bank BPS Muszynianka Fakro Muszyna | 3:0 (25:22, 25:18, 25:14) | PTPS Piła |

| 12.12.2011 | Budowlani Łódź | 3:0 (26:24, 25:18, 25:23) | Impel Gwardia Wrocław |

|  |  | 11. kolejka |  |
|  |  | ----------- |  |

| 17.12.2011 | Tauron MKS Dąbrowa Górnicza | 1:3 (25:19, 20:25, 21:25, 21:25) | Stal Mielec |

| 17.12.2011 | Budowlani Łódź | 3:0 (25:13, 25:17, 26:24) | PTPS Piła |

| 17.12.2011 | BKS Aluprof Bielsko-Biała | 3:1 (25:18, 25:19, 16:25, 25:15) | AZS Białystok |

| 18.12.2011 | Atom Trefl Sopot | 1:3 (17:25, 25:16, 13:25, 22:25) | Bank BPS Muszynianka Fakro Muszyna |

| 19.12.2011 | Impel Gwardia Wrocław | 1:3 (25:16, 21:25, 21:25, 23:25) | Pałac Bydgoszcz |

|  |  | 12. kolejka |  |
|  |  | ----------- |  |

| 29.12.2011 | Bank BPS Muszynianka Fakro Muszyna | 3:0 (27:25, 25:21, 26:24) | BKS Aluprof Bielsko-Biała |

| 29.12.2011 | PTPS Piła | 0:3 (23:25, 15:25, 14:25) | Atom Trefl Sopot |

| 29.12.2011 | AZS Białystok | 0:3 (18:25, 21:25, 21:25) | Tauron MKS Dąbrowa Górnicza |

| 29.12.2011 | Stal Mielec | 0:3 (22:25, 22:25, 13:25) | Impel Gwardia Wrocław |

| 30.12.2011 | Pałac Bydgoszcz | 3:2 (21:25, 17:25, 25:23, 25:19, 15:11) | Budowlani Łódź |

|  |  | 13. kolejka |  |
|  |  | ----------- |  |

| 4.01.2012 | BKS Aluprof Bielsko-Biała | 3:0 (26:24, 25:20, 25:22) | Atom Trefl Sopot |

| 4.01.2012 | Tauron MKS Dąbrowa Górnicza | 3:0 (25:18, 25:20, 25:19) | Bank BPS Muszynianka Fakro Muszyna |

| 4.01.2012 | Budowlani Łódź | 3:0 (25:18, 25:15, 25:16) | Stal Mielec |

| 4.01.2012 | Pałac Bydgoszcz | 3:0 (25:16, 25:20, 25:21) | PTPS Piła |

| 4.01.2012 | Impel Gwardia Wrocław | 3:0 (25:20, 25:17, 25:18) | AZS Białystok |

|  |  | 14. kolejka |  |
|  |  | ----------- |  |

| 7.01.2012 | Impel Gwardia Wrocław | 0:3 (13:25, 25:27, 21:25) | Bank BPS Muszynianka Fakro Muszyna |

| 7.01.2012 | PTPS Piła | 2:3 (26:28, 25:19, 18:25, 25:15, 12:15) | BKS Aluprof Bielsko-Biała |

| 7.01.2012 | AZS Białystok | 3:0 (25:13, 25:16, 25:20) | Budowlani Łódź |

| 8.01.2012 | Atom Trefl Sopot | 3:0 (25:15, 25:18, 25:21) | Tauron MKS Dąbrowa Górnicza |

| 9.01.2012 | Stal Mielec | 0:3 (18:25, 19:25, 17:25) | Pałac Bydgoszcz |

|  |  | 15. kolejka |  |
|  |  | ----------- |  |

| 14.01.2012 | Stal Mielec | 2:3 (24:26, 22:25, 25:21, 25:18, 5:15) | PTPS Piła |

| 14.01.2012 | Pałac Bydgoszcz | 3:0 (25:20, 25:17, 25:23) | AZS Białystok |

| 14.01.2012 | Budowlani Łódź | 1:3 (21:25, 27:25, 18:25, 19:25) | Bank BPS Muszynianka Fakro Muszyna |

| 14.01.2012 | Impel Gwardia Wrocław | 1:3 (27:25, 24:26, 23:25, 22:25) | Atom Trefl Sopot |

| 15.01.2012 | Tauron MKS Dąbrowa Górnicza | 3:0 (28:26, 25:23, 25:19) | BKS Aluprof Bielsko-Biała |

|  |  | 16. kolejka |  |
|  |  | ----------- |  |

| 21.01.2012 | PTPS Piła | 3:0 (25:23, 25:22, 25:23) | Tauron MKS Dąbrowa Górnicza |

| 21.01.2012 | Bank BPS Muszynianka Fakro Muszyna | 3:0 (25:17, 25:13, 25:17) | Pałac Bydgoszcz |

| 21.01.2012 | BKS Aluprof Bielsko-Biała | 3:2 (16:25, 25:18, 25:21, 17:25, 15:11) | Impel Gwardia Wrocław |

| 21.01.2012 | Atom Trefl Sopot | 3:1 (24:26, 25:20, 25:14, 25:18) | Budowlani Łódź |

| 21.01.2012 | AZS Białystok | 3:0 (25:23, 25:14, 25:20) | Stal Mielec |

|  |  | 17. kolejka |  |
|  |  | ----------- |  |

| 4.02.2012 | Stal Mielec | 0:3 (13:25, 20:25, 19:25) | Bank BPS Muszynianka Fakro Muszyna |

| 4.02.2012 | Impel Gwardia Wrocław | 3:1 (25:20, 22:25, 25:15, 25:23) | Tauron MKS Dąbrowa Górnicza |

| 5.02.2012 | Budowlani Łódź | 3:0 (25:20, 25:18, 25:22) | BKS Aluprof Bielsko-Biała |

| 5.02.2012 | Atom Trefl Sopot | 3:2 (23:25, 25:19, 25:16, 23:25, 15:10) | Pałac Bydgoszcz |

| 6.02.2012 | AZS Białystok | 0:3 (17:25, 17:25, 21:25) | PTPS Piła |

|  |  | 18. kolejka |  |
|  |  | ----------- |  |

| 11.02.2012 | Tauron MKS Dąbrowa Górnicza | 3:1 (25:17, 25:20, 20:25, 25:22) | Budowlani Łódź |

| 11.02.2012 | Bank BPS Muszynianka Fakro Muszyna | 3:0 (25:18, 26:24, 25:18) | AZS Białystok |

| 11.02.2012 | PTPS Piła | 3:2 (25:14, 25:16, 16:25, 21:25, 15:9) | Impel Gwardia Wrocław |

| 12.02.2012 | Pałac Bydgoszcz | 1:3 (25:21, 21:25, 26:28, 18:25) | BKS Aluprof Bielsko-Biała |

| 12.02.2012 | Stal Mielec | 1:3 (15:25, 25:21, 12:25, 19:25) | Atom Trefl Sopot |

#### Tabela
| Lp. | Drużyna                            | Pkt | Mecze | Mecze | Mecze | Rodzaj wyniku | Rodzaj wyniku | Rodzaj wyniku | Rodzaj wyniku | Rodzaj wyniku | Rodzaj wyniku | Sety | Sety | Sety  | Małe punkty | Małe punkty | Małe punkty |
| Lp. | Drużyna                            | Pkt | M     | W     | P     | 3:0           | 3:1           | 3:2           | 2:3           | 1:3           | 0:3           | wyg. | prz. | stos. | zdob.       | str.        | stos.       |
| --- | ---------------------------------- | --- | ----- | ----- | ----- | ------------- | ------------- | ------------- | ------------- | ------------- | ------------- | ---- | ---- | ----- | ----------- | ----------- | ----------- |
| 1   | Bank BPS Muszynianka Fakro Muszyna | 45  | 18    | 15    | 3     | 11            | 3             | 1             | 1             | 1             | 1             | 48   | 14   | 3.43  | 1461        | 1221        | 1.2         |
| 2   | Atom Trefl Sopot                   | 43  | 18    | 15    | 3     | 6             | 7             | 2             | 0             | 1             | 2             | 46   | 20   | 2.3   | 1555        | 1317        | 1.18        |
| 3   | Tauron MKS Dąbrowa Górnicza        | 34  | 18    | 12    | 6     | 5             | 5             | 2             | 0             | 4             | 2             | 40   | 27   | 1.48  | 1527        | 1411        | 1.08        |
| 4   | BKS Aluprof Bielsko-Biała          | 33  | 18    | 12    | 6     | 1             | 7             | 4             | 1             | 2             | 3             | 40   | 33   | 1.21  | 1619        | 1605        | 1.01        |
| 5   | KS Pałac Bydgoszcz                 | 26  | 18    | 8     | 10    | 5             | 1             | 2             | 4             | 3             | 3             | 35   | 35   | 1     | 1480        | 1496        | 0.99        |
| 6   | PTPS Piła                          | 22  | 18    | 7     | 11    | 3             | 1             | 3             | 4             | 1             | 6             | 30   | 40   | 0.75  | 1414        | 1478        | 0.96        |
| 7   | Organika Budowlani Łódź            | 21  | 18    | 7     | 11    | 4             | 1             | 2             | 2             | 6             | 3             | 31   | 38   | 0.82  | 1447        | 1528        | 0.95        |
| 8   | Impel Gwardia Wrocław              | 21  | 18    | 6     | 12    | 3             | 2             | 1             | 4             | 3             | 5             | 29   | 40   | 0.73  | 1455        | 1515        | 0.96        |
| 9   | AZS Białystok                      | 14  | 18    | 5     | 13    | 2             | 0             | 3             | 2             | 2             | 9             | 21   | 45   | 0.47  | 1344        | 1490        | 0.9         |
| 10  | Stal Mielec                        | 11  | 18    | 3     | 15    | 1             | 1             | 1             | 3             | 5             | 7             | 20   | 48   | 0.42  | 1346        | 1587        | 0.85        |

Źródło: http://wyniki.siatka.org/ligi-polskie/2011-2012/plusliga-kobiet/runda-zasadnicza/all
Punktacja: 3:0 i 3:1 – 3 pkt; 3:2 – 2 pkt; 2:3 – 1 pkt; 1:3 i 0:3 – 0 pkt
Zasady ustalania kolejności: 1. liczba punktów; 2. stosunek setów; 3. stosunek małych punktów; 4. bilans w bezpośrednich meczach
     play-off
     play-out

### Play-off

#### I runda
(do 2 zwycięstw)
| Data       | Drużyna 1            | Wynik | Drużyna 2            | Sety                              |
| ---------- | -------------------- | ----- | -------------------- | --------------------------------- |
| 2012-02-14 | Gwardia Wrocław      | 2:3   | Muszynianka Muszyna  | 25:20, 17:25, 25:17, 20:25, 11:15 |
| 2012-02-17 | Muszynianka Muszyna  | 3:2   | Gwardia Wrocław      | 25:22, 20:25, 25:15, 20:25, 15:9  |
|            |                      |       |                      |                                   |
| 2012-02-14 | Budowlani Łódź       | 0:3   | Trefl Sopot          | 8:25, 17:25, 15:25                |
| 2012-02-17 | Trefl Sopot          | 3:0   | Budowlani Łódź       | 25:14, 25:20, 26:24               |
|            |                      |       |                      |                                   |
| 2012-02-14 | PTPS Piła            | 2:3   | MKS Dąbrowa Górnicza | 21:25, 25:21, 17:25, 25:19, 10:15 |
| 2012-02-17 | MKS Dąbrowa Górnicza | 3:0   | PTPS Piła            | 25:18, 25:17, 25:22               |
|            |                      |       |                      |                                   |
| 2012-02-14 | Pałac Bydgoszcz      | 0:3   | BKS Bielsko-Biała    | 17:25, 16:25, 27:29               |
| 2012-02-17 | BKS Bielsko-Biała    | 3:0   | Pałac Bydgoszcz      | 25:21, 25:14, 25:15               |

#### II runda
Mecze o miejsca 1-4

(do 3 zwycięstw)
| Data       | Drużyna 1            | Wynik | Drużyna 2            | Sety                              |
| ---------- | -------------------- | ----- | -------------------- | --------------------------------- |
| 2012-02-26 | Muszynianka Muszyna  | 3:2   | BKS Bielsko-Biała    | 25:23, 25:17, 23:25, 27:29, 15:13 |
| 2012-02-27 | Muszynianka Muszyna  | 3:0   | BKS Bielsko-Biała    | 25:16, 25:17, 28:26               |
| 2012-03-04 | BKS Bielsko-Biała    | 1:3   | Muszynianka Muszyna  | 12:25, 29:27, 23:25, 14:25        |
|            |                      |       |                      |                                   |
| 2012-02-25 | Trefl Sopot          | 1:3   | MKS Dąbrowa Górnicza | 25:11, 21:25, 18:25, 22:25        |
| 2012-02-26 | Trefl Sopot          | 3:2   | MKS Dąbrowa Górnicza | 25:20, 25:27, 25:27, 25:13, 15:12 |
| 2012-03-03 | MKS Dąbrowa Górnicza | 3:0   | Trefl Sopot          | 25:21, 25:21, 25:15               |
| 2012-03-04 | MKS Dąbrowa Górnicza | 0:3   | Trefl Sopot          | 17:25, 15:25, 19:25               |
| 2012-03-10 | Trefl Sopot          | 3:2   | MKS Dąbrowa Górnicza | 25:13, 22:25, 23:25, 25:22, 15:13 |

Mecze o miejsca 5-8

(do 2 zwycięstw)
| Data       | Drużyna 1       | Wynik | Drużyna 2       | Sety                       |
| ---------- | --------------- | ----- | --------------- | -------------------------- |
| 2012-02-26 | Gwardia Wrocław | 3:1   | Pałac Bydgoszcz | 26:24, 18:25, 25:22, 25:21 |
| 2012-03-03 | Pałac Bydgoszcz | 0:3   | Gwardia Wrocław | 18:25, 19:25, 17:25        |
|            |                 |       |                 |                            |
| 2012-02-25 | Budowlani Łódź  | 1:3   | PTPS Piła       | 18:25, 22:25, 25:21, 24:26 |
| 2012-03-03 | PTPS Piła       | 3:1   | Budowlani Łódź  | 25:18, 19:25, 25:19, 28:26 |

#### III runda
Mecze o 5. miejsce 

(do 2 zwycięstw)
| Data       | Drużyna 1       | Wynik | Drużyna 2       | Sety                       |
| ---------- | --------------- | ----- | --------------- | -------------------------- |
| 2012-03-17 | Gwardia Wrocław | 1:3   | PTPS Piła       | 25:27, 25:13, 23:25, 23:25 |
| 2012-03-25 | PTPS Piła       | 0:3   | Gwardia Wrocław | 15:25, 20:25, 20:25        |
| 2012-03-26 | PTPS Piła       | 0:3   | Gwardia Wrocław | 19:25, 17:25, 10:25        |

##### Mecze o 3. miejsce
(do 3 zwycięstw)
| Data       | Drużyna 1            | Wynik | Drużyna 2            | Sety                              |
| ---------- | -------------------- | ----- | -------------------- | --------------------------------- |
| 2012-03-18 | MKS Dąbrowa Górnicza | 3:1   | BKS Bielsko-Biała    | 22:25, 25:22, 25:21, 25:19        |
| 2012-03-19 | MKS Dąbrowa Górnicza | 3:2   | BKS Bielsko-Biała    | 23:25, 20:25, 25:15, 25:13, 15:12 |
| 2012-03-24 | BKS Bielsko-Biała    | 2:3   | MKS Dąbrowa Górnicza | 25:13, 23:25, 13:25, 25:18, 7:15  |

##### Finał
(do 3 zwycięstw)
| Data       | Drużyna 1           | Wynik | Drużyna 2           | Sety                              |
| ---------- | ------------------- | ----- | ------------------- | --------------------------------- |
| 2012-03-19 | Muszynianka Muszyna | 3:0   | Trefl Sopot         | 25:20, 25:21, 25:21               |
| 2012-03-20 | Muszynianka Muszyna | 1:3   | Trefl Sopot         | 25:19, 20:25, 20:25, 23:25        |
| 2012-03-26 | Trefl Sopot         | 3:0   | Muszynianka Muszyna | 25:22, 25:22, 26:24               |
| 2012-03-27 | Trefl Sopot         | 3:2   | Muszynianka Muszyna | 25:22, 25:27, 25:27, 25:13, 15:11 |

### Play-out
(do 4 zwycięstw)
| Data       | Drużyna 1     | Wynik | Drużyna 2     | Sety                              |
| ---------- | ------------- | ----- | ------------- | --------------------------------- |
| 2012-02-18 | Stal Mielec   | 3:0   | AZS Białystok | 25:22, 25:18, 25:19               |
| 2012-02-25 | AZS Białystok | 2:3   | Stal Mielec   | 25:23, 23:25, 19:25, 26:24, 9:15  |
| 2012-02-26 | AZS Białystok | 3:2   | Stal Mielec   | 27:25, 25:19, 24:26, 20:25, 15:12 |
| 2012-03-03 | Stal Mielec   | 3:0   | AZS Białystok | 31:29, 25:23, 25:23               |
| 2012-03-04 | Stal Mielec   | 1:3   | AZS Białystok | 20:25, 25:23, 22:25, 19:25        |
| 2012-03-10 | AZS Białystok | 3:1   | Stal Mielec   | 25:20, 25:20, 25:27, 25:21        |
| 2012-03-11 | AZS Białystok | 3:2   | Stal Mielec   | 25:20, 21:25, 25:22, 21:25, 15:9  |

### Baraż o LSK
(do 3 zwycięstw)
| Data       | Drużyna 1                    | Wynik | Drużyna 2                    | Sety                       |
| ---------- | ---------------------------- | ----- | ---------------------------- | -------------------------- |
| 2011-04-21 | AZS Białystok                | 3:1   | Piecobiogaz Murowana Goślina | 31:29, 26:24, 21:25, 25:15 |
| 2011-04-22 | AZS Białystok                | 3:0   | Piecobiogaz Murowana Goślina | 25:23, 25:13, 25:19        |
| 2011-04-28 | Piecobiogaz Murowana Goślina | 1:3   | AZS Białystok                | 13:25, 21:25, 25:19, 18:25 |

## Klasyfikacja końcowa
| Lp. | Drużyna                            |
| --- | ---------------------------------- |
| 1   | Atom Trefl Sopot                   |
| 2   | Bank BPS Muszynianka Fakro Muszyna |
| 3   | MKS Dąbrowa Górnicza               |
| 4   | BKS Aluprof Bielsko-Biała          |
| 5   | Impel Gwardia Wrocław              |
| 6   | PTPS Piła                          |
| 7   | KS Pałac Bydgoszcz                 |
| 8   | Organika Budowlani Łódź            |
| 9   | AZS Białystok                      |
| 10  | Stal Mielec                        |

     Liga Mistrzyń
     Puchar CEV
     Puchar Challenge
     baraż z 2. zespołem I ligi
     spadek do I ligi

## Składy
| Numer | Nazwisko                 | Wzrost    | Pozycja      |
| ----- | ------------------------ | --------- | ------------ |
| 1     | Anna Werblińska          | 178       | przyjmująca  |
| 2     | Mariola Zenik            | 175       | libero       |
| 3     | Rachel Rourke            | 192       | atakująca    |
| 4     | Caroline Wensink         | 187       | środkowa     |
| 5     | Magdalena Piątek         | 182       | atakująca    |
| 6     | Agnieszka Bednarek-Kasza | 185       | środkowa     |
| 7     | Joanna Kaczor            | 191       | atakująca    |
| 8     | Paulina Gajewska         | 170       | libero       |
| 9     | Agnieszka Rabka          | 178       | rozgrywająca |
| 11    | Kinga Kasprzak           | 188       | przyjmująca  |
| 12    | Milena Radecka           | 178       | rozgrywająca |
| 13    | Katarzyna Gajgał         | 191       | środkowa     |
| 17    | Vesna Đurisić            | 187       | środkowa     |
| 18    | Debby Stam-Pilon         | 186       | przyjmująca  |
|       | Bogdan Serwiński         | I trener  | I trener     |
|       | Ryszard Litwin           | II trener | II trener    |

| Numer | Nazwisko             | Wzrost    | Pozycja      |
| ----- | -------------------- | --------- | ------------ |
| 1     | Monika Naczk         | 187       | środkowa     |
| 2     | Joanna Kuligowska    | 180       | przyjmująca  |
| 4     | Emilia Kajzer        | 181       | rozgrywająca |
| 5     | Lecia Brown          | 178       | środkowa     |
| 6     | Monika Martałek      | 186       | środkowa     |
| 7     | Veronika Hudima      | 185       | atakująca    |
| 8     | Anna Kaczmar         | 181       | rozgrywająca |
| 9     | Daria Paszek         | 186       | przyjmująca  |
| 10    | Natalia Krawulska    | 179       | przyjmująca  |
| 11    | Katarzyna Wysocka    | 184       | libero       |
| 12    | Agnieszka Kosmatka   | 188       | atakująca    |
| 16    | Martyna Tracz        | 170       | libero       |
|       | Mirosław Zawieracz   | I trener  | I trener     |
|       | Dominik Kwapisiewicz | II trener | II trener    |

| Numer | Nazwisko             | Wzrost   | Pozycja      |
| ----- | -------------------- | -------- | ------------ |
| 1     | Hélène Rousseaux     | 188      | przyjmująca  |
| 2     | Katarzyna Ciesielska | 172      | libero       |
| 3     | Karolina Kosek       | 183      | przyjmująca  |
| 4     | Anita Kwiatkowska    | 184      | atakująca    |
| 5     | Ewelina Mikołajewska | 182      | przyjmująca  |
| 6     | Dominika Golec       | 188      | środkowa     |
| 7     | Katarzyna Bryda      | 181      | przyjmująca  |
| 8     | Marta Wójcik         | 183      | rozgrywająca |
| 9     | Katarzyna Mróz       | 195      | środkowa     |
| 10    | Joanna Mirek         | 186      | atakująca    |
| 13    | Matea Ikić           | 185      | przyjmująca  |
| 14    | Luana de Paula       | 193      | środkowa     |
| 17    | Ana Grbac            | 187      | rozgrywająca |
|       | Mauro Masacci        | I trener | I trener     |

| Numer | Nazwisko                | Wzrost    | Pozycja      |
| ----- | ----------------------- | --------- | ------------ |
| 3     | Mayvelis Martinez Adlum | 182       | przyjmująca  |
| 4     | Magdalena Mazurek       | 181       | rozgrywająca |
| 5     | Patrycja Polak          | 182       | przyjmująca  |
| 6     | Anna Grejman            | 183       | przyjmująca  |
| 7     | Julija Szełuchina       | 192       | środkowa     |
| 8     | Emilia Mucha            | 186       | przyjmująca  |
| 10    | Ewelina Krzywicka       | 175       | przyjmująca  |
| 11    | Zuzanna Czyżnielewska   | 185       | atakująca    |
| 12    | Justyna Sosnowska       | 187       | środkowa     |
| 13    | Marta Kuehn-Jarek       | 167       | libero       |
| 14    | Marta Biedziak          | 173       | rozgrywająca |
| 17    | Natalija Zemcowa        | 187       | środkowa     |
|       | Rafał Gąsior            | I trener  | I trener     |
|       | Dawid Pawlik            | II trener | II trener    |

| Numer | Nazwisko                 | Wzrost    | Pozycja      |
| ----- | ------------------------ | --------- | ------------ |
| 1     | Alexis Crimes            | 191       | środkowa     |
| 3     | Karolina Ciaszkiewicz    | 183       | przyjmująca  |
| 4     | Gabriela Wojtowicz       | 199       | środkowa     |
| 5     | Joanna Frąckowiak        | 185       | przyjmująca  |
| 6     | Joanna Wołosz            | 181       | rozgrywająca |
| 7     | Liesbet Vindevoghel      | 189       | przyjmująca  |
| 8     | Klaudia Kaczorowska      | 183       | przyjmująca  |
| 9     | Agata Sawicka            | 181       | libero       |
| 10    | Sylwia Pelc              | 189       | środkowa     |
| 12    | Natalia Bamber-Laskowska | 186       | atakująca    |
| 13    | Tamari Miyashiro         | 170       | libero       |
| 14    | Magdalena Banecka        | 173       | libero       |
| 15    | Cassidy Lichtman         | 185       | rozgrywająca |
| 18    | Koleta Łyszkiewicz       | 193       | przyjmująca  |
|       | Mariusz Wiktorowicz      | I trener  | I trener     |
|       | Jacek Skulski            | II trener | II trener    |

| Numer | Nazwisko              | Wzrost    | Pozycja      |
| ----- | --------------------- | --------- | ------------ |
| 1     | Katarzyna Urban       | 182       | przyjmująca  |
| 2     | Charlotte Leys        | 184       | przyjmująca  |
| 3     | Aleksandra Liniarska  | 188       | środkowa     |
| 4     | Natalia Kurnikowska   | 185       | przyjmująca  |
| 5     | Dorota Ściurka        | 180       | przyjmująca  |
| 6     | Frauke Dirickx        | 186       | rozgrywająca |
| 7     | Natalia Nuszel        | 180       | przyjmująca  |
| 8     | Katarzyna Zaroślińska | 187       | atakująca    |
| 9     | Małgorzata Lis        | 185       | środkowa     |
| 10    | Krystyna Strasz       | 165       | libero       |
| 11    | Magdalena Śliwa       | 174       | rozgrywająca |
| 12    | Izabela Żebrowska     | 189       | atakująca    |
| 16    | Elżbieta Skowrońska   | 183       | przyjmująca  |
| 17    | Ivana Plchotová       | 192       | środkowa     |
|       | Waldemar Kawka        | I trener  | I trener     |
|       | Leszek Rus            | II trener | II trener    |

| Numer | Nazwisko             | Wzrost    | Pozycja      |
| ----- | -------------------- | --------- | ------------ |
| 2     | Małgorzata Właszczuk | 180       | przyjmująca  |
| 3     | Małgorzata Cieśla    | 186       | atakująca    |
| 5     | Joanna Szeszko       | 182       | przyjmująca  |
| 6     | Dominika Sieradzan   | 180       | przyjmująca  |
| 8     | Anna Łozowska        | 184       | środkowa     |
| 9     | Channon Thompson     | 180       | przyjmująca  |
| 10    | Ewa Cabajewska       | 176       | rozgrywająca |
| 11    | Dominika Kuczyńska   | 196       | środkowa     |
| 12    | Aleksandra Kruk      | 181       | przyjmująca  |
| 13    | Sinead Jack          | 190       | środkowa     |
| 14    | Lucie Mühlsteinová   | 181       | rozgrywająca |
| 15    | Ksienija Sizowa      | 183       | przyjmująca  |
| 16    | Agata Durajczyk      | 170       | libero       |
| 17    | Jelena Kowalenko     | 190       | przyjmująca  |
|       | Czesław Tobolski     | I trener  | I trener     |
|       | Uładzimir Wiarciełka | II trener | II trener    |

| Numer | Nazwisko           | Wzrost    | Pozycja      |
| ----- | ------------------ | --------- | ------------ |
| 1     | Urszula Bejga      | 197       | środkowa     |
| 2     | Marzena Wilczyńska | 181       | przyjmująca  |
| 3     | Sylwia Pycia       | 189       | środkowa     |
| 4     | Mariola Barszcz    | 164       | libero       |
| 5     | Magdalena Sadowska | 184       | atakująca    |
| 6     | Marta Szymańska    | 178       | rozgrywająca |
| 8     | Monika Malicka     | 185       | środkowa     |
| 9     | Kateřina Kočiová   | 185       | przyjmująca  |
| 10    | Dorota Pykosz      | 180       | środkowa     |
| 11    | Agata Babicz       | 170       | przyjmująca  |
| 13    | Paulina Szpak      | 186       | rozgrywająca |
| 15    | Rita Liliom        | 183       | przyjmująca  |
| 16    | Iwona Kandora      | 185       | uniwersalna  |
|       | Adam Grabowski     | I trener  | I trener     |
|       | Jacek Wiśniewski   | II trener | II trener    |

| Numer | Nazwisko              | Wzrost    | Pozycja      |
| ----- | --------------------- | --------- | ------------ |
| 1     | Arielle Wilson        | 191       | środkowa     |
| 2     | Katarzyna Mroczkowska | 182       | atakująca    |
| 3     | Anna Witczak          | 182       | przyjmująca  |
| 4     | Marta Sobolska        | 180       | przyjmująca  |
| 5     | Aleksandra Folta      | 182       | przyjmująca  |
| 6     | Monika Czypiruk       | 186       | atakująca    |
| 7     | Ewa Matyjaszek        | 176       | rozgrywająca |
| 8     | Aleksandra Krzos      | 181       | libero       |
| 9     | Katarzyna Jaszewska   | 181       | przyjmująca  |
| 10    | Bogumiła Pyziołek     | 180       | przyjmująca  |
| 11    | Dorota Medyńska       | 168       | libero       |
| 12    | Marta Haładyn         | 179       | rozgrywająca |
| 13    | Milena Rosner         | 180       | przyjmująca  |
| 15    | Dominika Sobolska     | 191       | środkowa     |
| 16    | Zuzanna Efimienko     | 197       | środkowa     |
|       | Rafał Błaszczyk       | I trener  | I trener     |
|       | Mariusz Dutkiewicz    | II trener | II trener    |

| Numer | Nazwisko            | Wzrost    | Pozycja      |
| ----- | ------------------- | --------- | ------------ |
| 4     | Izabela Bełcik      | 185       | rozgrywająca |
| 16    | Dorota Wilk         | 178       | rozgrywająca |
|       | Anita Kwiatkowska   | 184       | atakująca    |
|       | Mariola Zenik       | 175       | libero       |
|       | Dorota Pykosz       | 180       | środkowa     |
|       | Anna Podolec        | 193       | przyjmująca  |
| 8     | Klaudia Kaczorowska | 183       | przyjmująca  |
|       | Justyna Łukasik     | 187       | środkowa     |
|       | Kenia Carcasés Opón | 189       | przyjmująca  |
|       | Rachel Rourke       | 192       | przyjmujący  |
|       | Magdalena Kuziak    | 159       | libero       |
|       | Natalia Gajewska    | 179       | rozgrywająca |
|       | Jerzy Matlak        | I trener  | I trener     |
|       | Adam Grabowski      | II trener | II trener    |

## Transfery
| Budowlani Organika Łódź | Budowlani Organika Łódź |
| Przychodzą | Odchodzą |
| --- | --- |
| trener Mauro Masacci (All Fin CFL Volta Mantovana – ITA) Anita Kwiatkowska (Stal Mielec) Ana Grbac (Volero Zurich – SUI) Dominika Koczorowska (Stal Mielec) Katarzyna Mróz (Pałac Bydgoszcz) Helene Rousseaux (Volero Zurrich – SUI) Ewelina Mikołajewska (TPS Rumia) | trener Małgorzata Niemczyk Anita Kwiatkowska Michela Teixeira (szuka klubu) Katarzyna Zaroślińska (MKS Dąbrowa Górnicza) Julia Szeluchina (Pałac Bydgoszcz) Karla Echenique (szuka klubu) Sylwia Wojcieska (Dinamo Bukareszt – ROM) Marta Szymańska (Stal Mielec) |

| Atom Trefl Sopot | Atom Trefl Sopot |
| Przychodzą | Odchodzą |
| --- | --- |
| Alisha Glass (Volei Futuro – BRA) Dorota Wilk (Stal Mielec) Corina Ssuschke (Modranska Prostejov – CZE) Margareta Kozuch (Zariecze Odińcowo – RUS) Magdalena Saad (AZS Białystok) Maja Tokarska (Gwardia Wrocław) Megan Hodge (MC Carnaghi Villa Cortese – ITA) | Olga Fatiejewa (Dynamo Krasnodar – RUS) Magdalena Śliwa (MKS Dąbrowa Górnicza) Kinga Maculewicz (zawiesiła karierę) Izabela Śliwa (Piecobiogaz Murowana Goślina) Natalia Nuszel (MKS Dąbrowa Górnicza) Meryem Boz (Iller Bankasi Ankara – TUR) |

| Pałac Bydgoszcz | Pałac Bydgoszcz |
| Przychodzą | Odchodzą |
| --- | --- |
| Julia Szeluchina (Budowlani Łódź) Magdalena Godos (AZS Białystok) Justyna Sosnowska (SMS Sosnowiec) Zuzanna Czyżnielewska (SMS Sosnowiec) Anna Grejman (SMS Sosnowiec) Ewelina Krzywicka (Pałac II Bydgoszcz) Natalia Ziemcowa (TPS Rumia) Mayvelis Martinez Adlum (TPS Rumia) | trener Piotr Makowski (Delecta Bydgoszcz (M)) Monika Naczk (PTPS Piła) Charlotte Leys (MKS Dąbrowa Górnicza) Sylwia Pelc (Aluprof Bielsko-Biała) Kinga Zielińska (Piecobiogaz Murowana Goślina) Agata Skiba (Piecobiogaz Murowana Goślina) Katarzyna Mróz (Budowlani Łódź) Nelly Spicer (Rabita Baku – AZE) Joanna Kuligowska (PTPS Piła) |

| Aluprof Bielsko-Biała | Aluprof Bielsko-Biała |
| Przychodzą | Odchodzą |
| --- | --- |
| Joanna Wołosz (Gwardia Wrocław) Klaudia Kaczorowska (Muszynianka Muszyna) Sylwia Pelc (Pałac Bydgoszcz) Joanna Prokop (BKS II Bielsko-Biała) Koleta Łyszkiewicz (SMS Sosnowiec) Cassidy Lichtman (liga akademicka USA) Alexis Crimes (Post Schwechat – AUT) Liesbet Vindevoghel (Toray Arrows – JPN) Tamari Miyashiro (Post Schwechat – AUT) Magdalena Banecka (Szóstka Biłgoraj) Helena Horka (VK Modranska Prostejov – CZE) Milada Bergrova (VK Modranska Prostejov – CZE) | Berenika Okuniewska (Scavolini Pesaro – ITA) Anna Kaczmar (PTPS Piła) Katarzyna Skorupa (Urbino Volley – ITA) Anna Podolec (Dinamo Bukareszt – ROM) Iwona Waligóra (Dinamo Bukareszt – ROM) Anna Werblińska (Muszynianka Muszyna) Jolanta Studzienna (Legionovia Legionowo) Michalina Kwasowska (szuka klubu) Magdalena Pytel (Wisła Kraków) |

| Muszynianka Muszyna | Muszynianka Muszyna                                                                      |
| Przychodzą | Odchodzą                                                                                 |
| --- | ---------------------------------------------------------------------------------------- |
| Anna Werblińska (Aluprof Bielsko-Biała) Vesna Djurisić (Galatasaray Stambuł – TUR) Rachel Rourke (Cedat 85 San Vito – ITA) Paulina Gajewska (VK Baku (AZE)) | Klaudia Kaczorowska (Aluprof Bielsko-Biała) Aleksandra Jagieło (zawiesza karierę na rok) |

| Impel Gwardia Wrocław | Impel Gwardia Wrocław                                             |
| Przychodzą | Odchodzą                                                          |
| --- | ----------------------------------------------------------------- |
| Marta Haładyn (MKS Dąbrowa Górnicza) Ariel Wilson (liga akademicka USA) Dorota Medyńska (SMS Sosnowiec) Milena Rosner (Dinamo Bukareszt (ROU)) | Joanna Wołosz (Aluprof Bielsko-Biała) Maja Tokarska (Trefl Sopot) |

| PTPS Piła | PTPS Piła |
| Przychodzą | Odchodzą |
| --- | --- |
| II trener Dominik Kwapisiewicz (Jadar Radom (M)) Monika Naczk (Pałac Bydgoszcz) Anna Kaczmar (Aluprof Bielsko-Biała) Emilia Kajzer (SMS Sosnowiec) Martyna Tracz (PTPS II Piła) Joanna Kuligowska (Pałac Bydgoszcz) Veronika Hudima (TPS Rumia) Noris Leidys Acea Cabrera (VK Baku – AZE) | II trener Rafał Prus (Piast Szczecin) Irina Archangielska (Piecobiogaz Murowana Goślina) Katarzyna Ciesielska (Jadar Politechnika Radomska) Tamara Kaliszuk (Chemik Police) Justine Landi (Stod Volley (NOR)) Marta Natanek (Jadar Politechnika Radomska) Ewa Kasprów (Wieżyca Stężyca) |

| Stal Mielec | Stal Mielec |
| Przychodzą | Odchodzą |
| --- | --- |
| Mariola Barszcz-Wojtowicz (Silesia Volley) Marzena Wilczyńska (AZS UEK Kraków) Marta Szymańska (Budowlani Łódź) Iwona Kandora (Silesia Volley) Katarina Kociova (Slavia Praga – CZE) Rita Liliom (Alemannia Aachen – GER) Dorota Pykosz (TPS Rumia) | II trener Tomasz Kamuda (Sparta Warszawa) Agata Durajczyk (AZS Białystok) Anita Kwiatkowska (Budowlani Łódź) Dorota Wilk (Trefl Sopot) Dorota Ściurka (MKS Dąbrowa Górnicza) Ilona Gierak (Legionovia Legionowo) Dominika Koczorowska (Budowlani Łódź) |

| AZS Białystok | AZS Białystok |
| Przychodzą | Odchodzą |
| --- | --- |
| II trener Władimir Wiertiełko (reprezentacja Białorusi) Agata Durajczyk (Stal Mielec) Dominika Sieradzan (ASPTT Mulhouse – FRA) Lucie Muhlsteinova (MKS Dąbrowa Górnicza) Jelena Kowalienko (Urałoczka Jekaterinburg – RUS) Ksenia Sizowa (Pałac Bydgoszcz) | II trener Szymon Zejer (szuka klubu) Olga Palczewskaja (Fakieł Nowyj Urengoj – RUS) Daiana Mureșan (szuka klubu) Ance Martin (szuka klubu) Anna Klimakowa (Tiumeń – RUS) Magdalena Saad (Trefl Sopot) Magdalena Godos (Pałac Bydgoszcz) Edyta Rzenno (AZS UEK Kraków) Katarzyna Żylińska (urlop macierzyński) |

| MKS Dąbrowa Górnicza | MKS Dąbrowa Górnicza |
| Przychodzą | Odchodzą |
| --- | --- |
| Katarzyna Zaroślińska (Budowlani Łódź) Frauke Dirickx (Zoppas Conegliano – ITA) Magdalena Śliwa (Trefl Sopot) Charlotte Leys (Pałac Bydgoszcz) Natalia Nuszel (Trefl Sopot) Dorota Ściurka (Stal Mielec) Katarzyna Urban (siatkówka plażowa) | Marta Haładyn (Gwardia Wrocław) Lucie Muhlsteinova (AZS Białystok) Agata Pura (urlop macierzyński) Joanna Szczurek (urlop macierzyński) Matea Ikić (Urałoczka Jekaterinburg – RUS) |